# Latvijas PSR čempionāts futbolā 1947
L'edizione 1947 del massimo campionato di calcio lettone fu la 3ª come campionato della Repubblica Socialista Sovietica Lettone; il titolo fu vinto dalla Daugava Liepaja, giunta al secondo titolo.

## Formato
Il campionato era formato da sette squadre che si incontrarono in girone di andata e ritorno per un totale di 14 turni e 12 incontri per squadra; erano assegnati due punti alla vittoria, un punto al pareggio e zero per la sconfitta.

## Classifica finale
|                        | Pos. | Squadra         | Pt | G  | V | N | P | GF | GS | DR  |
| ---------------------- | ---- | --------------- | -- | -- | - | - | - | -- | -- | --- |
| RSS Lettone (bandiera) | 1.   | Daugava Liepāja | 21 | 12 | 9 | 3 | 0 | 43 | 12 | +31 |
|                        | 2    | VEF Riga        | 16 | 12 | 6 | 4 | 2 | 21 | 17 | +4  |
|                        | 3    | PAK Goncharov   | 14 | 12 | 5 | 4 | 3 | 21 | 17 | +4  |
|                        | 4    | Daugava Rīga    | 11 | 12 | 3 | 5 | 4 | 21 | 33 | -12 |
|                        | 5    | Dinamo Riga     | 10 | 12 | 4 | 2 | 6 | 28 | 31 | -3  |
|                        | 6    | AVN Riga        | 7  | 12 | 2 | 3 | 7 | 16 | 27 | -11 |
|                        | 7    | Spartak Riga    | 5  | 12 | 1 | 3 | 8 | 17 | 30 | -13 |